# シナブン山

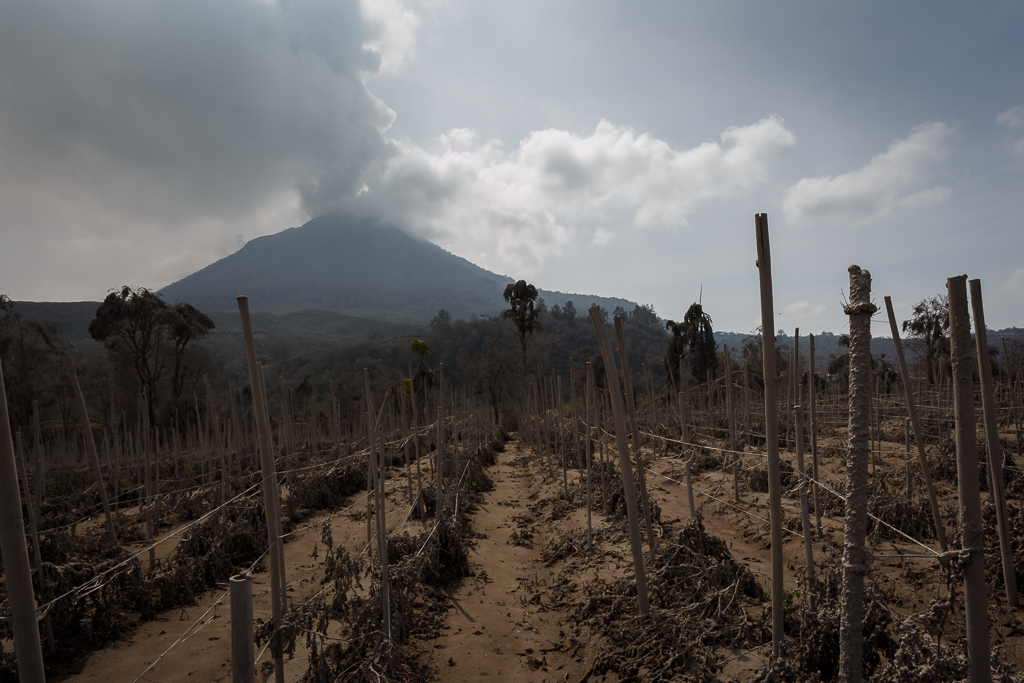
噴煙を上げるシナブン山、2014年1月29日

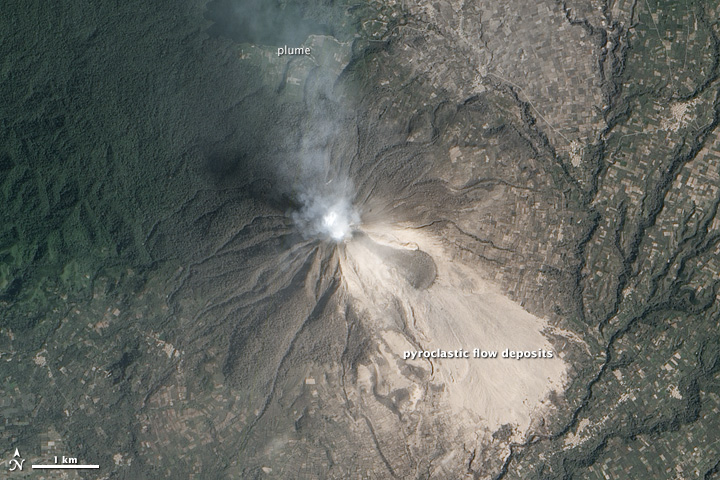
2014年6月の衛星写真
明色部が火砕流堆積物

シナブン山（シナブンさん、Gunung Sinabung）は、インドネシア北スマトラ州カロ県のブラスタギ近郊にある標高2,460mの活火山。世界最大のカルデラ湖であるトバ湖の北40kmにあり、安山岩・デイサイトを噴出した。
2010年8月に有史以来初めての水蒸気爆発を起こし、2013年9月より噴火活動を活発化させ、溶岩流・火砕流が断続的に発生した。2014年2月1日には火砕流によって住民16名が犠牲となった。2016年にも死者が出ている。

## 噴火歴
- 9世紀から10世紀に2010年の活動とほぼ同じ場所で、似た規模の火山活動をした[1]。
- 2010年
  - 8月27日頃から噴煙が観測されていたが、同年8月29日未明、410年ぶりに噴火[3][4][5]。噴火口から噴煙が約1,500mの高さに上昇したことが観測された[4]。
  - 8月30日 噴火規模を拡大させたことから、最終的に付近の住民約3万人が避難した[6]。
- 2013年
  - 9月15日 深夜、噴火。火口から半径約3kmの周辺住民に避難勧告が出され、6200人以上が避難した[7]。
  - 11月3日 2度噴火。高度7000m。
  - 11月23日 ブルカノ式噴火
  - 12月、噴火活動がさらに活発化、山頂火口に溶岩が出現。12月31日現在、19000人以上が避難[8]。
- 2014年
  - 1月4日、30回にわたって噴火を繰り返す。噴煙の高度4000m。溶岩流出回数60回にもなり最大規模の流出に。同日現在、20331人以上が避難[9]。
  - 1月14日、引き続き30回以上にわたって噴火を繰り返す。避難民は2万6000人以上となった[10]。
  - 1月31日、火山の鎮静化に伴い国家災害対策庁は一時立ち入りを許可する[11]。
  - 2月1日、噴煙の高度が約2000mにまで到達する規模の噴火が発生した[12][13]。山麓まで約4500mを流れ下る火砕流も発生[1]。この噴火により、5km以内の警戒区域内[1]を観光で訪れていた高校生ら4人を含む16人が死亡する惨事となった[11][14][15][16]。
  - 10月5日、噴火[17]。4日後の10月9日には溶岩流を伴う噴火があり、さらに山頂から斜面を約4.5km下る火砕流も発生[17]。噴煙は、火口から高さ約3kmまで到達した[17]。
- 2015年
  - 2月6日、噴火[18]。噴煙が周辺村落を包んだ[18]。
  - 5月31日、活発化。6月4日、国家防災庁の発表によると周辺住民3000人近くが自宅から避難した[19]。
- 2016年
  - 5月21日、噴煙高度3000mに到達する激しい噴火が発生した[20][21]。山麓まで約4500mを流れ下る火砕流も発生[21]し、火口から半径7km以内の避難区域内で農作業をしていた住民7人が死亡、2人が重体になるという惨事となった[22]。
- 2017年
  - 2月10日、噴火が発生[23]。
- 2018年
  - 2月19日、噴火が発生[24]。
- 2020年
  - 噴火が継続中。8月10日には噴煙が上空5000メートルに達する噴火が発生した[25]。
- 2021年
  - 3月2日、噴火が発生。噴煙が上空約5000メートルに達する[26]。
  - 5月7日、噴火が発生、噴煙は上空2800メートルに達した[27]。

雲仙普賢岳、スフリエールヒルズ火山のように、火砕流が比較的長期にわたって継続するものと東京大学地震研究所は考えている。

## 調査研究
2010年12月からインドネシア火山地質災害軽減センター、東京大学地震研究所、京都大学防災研究所、北海道大学理学研究院らのグループにより、噴出物や地形の現地調査、火山灰を含む噴出物の分析が行われている。